# Klokoč (Chorwacja)
Klokoč – wieś w Chorwacji, w żupanii karlowackiej, w gminie Vojnić. W 2011 roku liczyła 64 mieszkańców.